# Xue Fuyan
Xue Fuyan (ur. 19 lipca 1981) – chińska judoczka.
Startowała w Pucharze Świata w 2001 i 2004. Złota medalistka mistrzostw Azji w 2004, a także uniwersjady w 2003 roku.